# Poezja konkretna

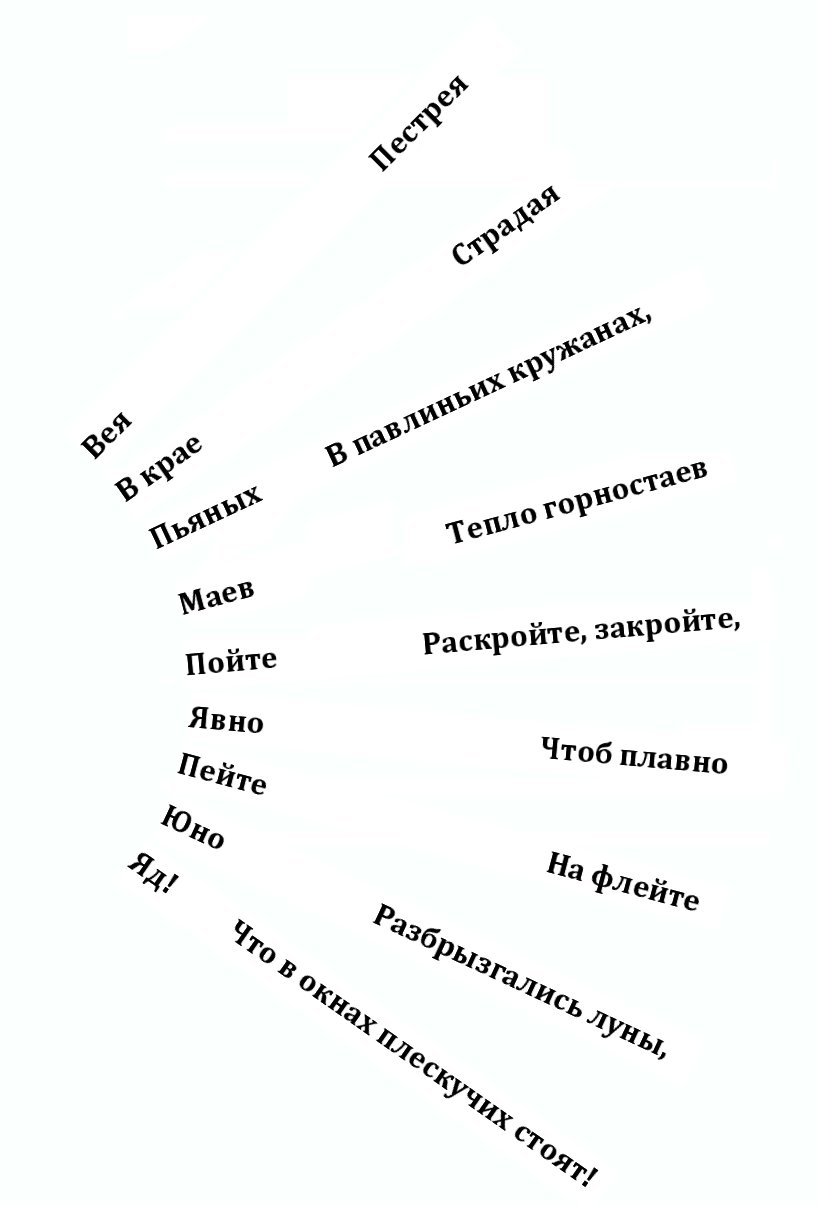
Siergiej Michajłowicz Trietiakow, tytuł: Wachlarz, 1913

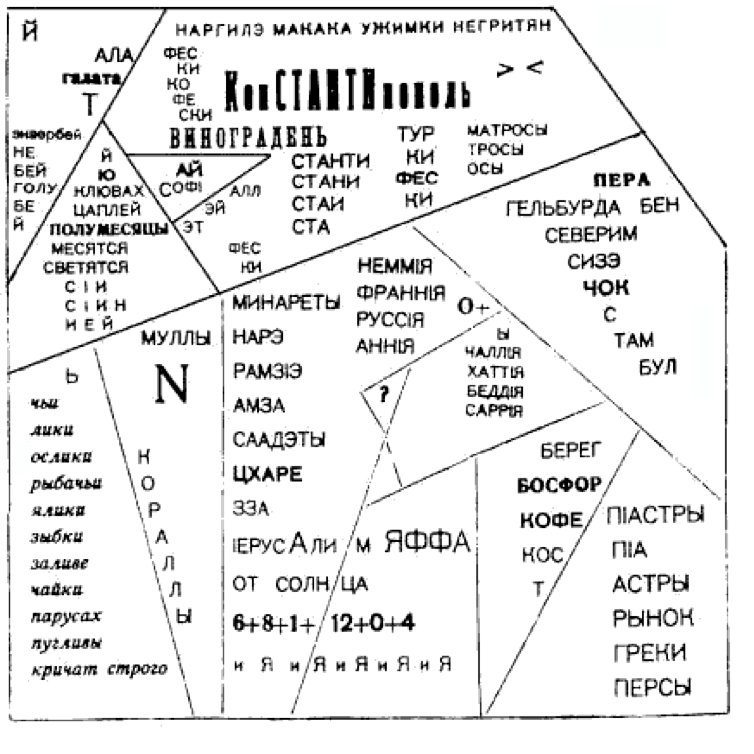
Wasilij Kamienski wiersz ferro-konkretystyczny Konstantynopol z tomu "Tango z krowami", 1914

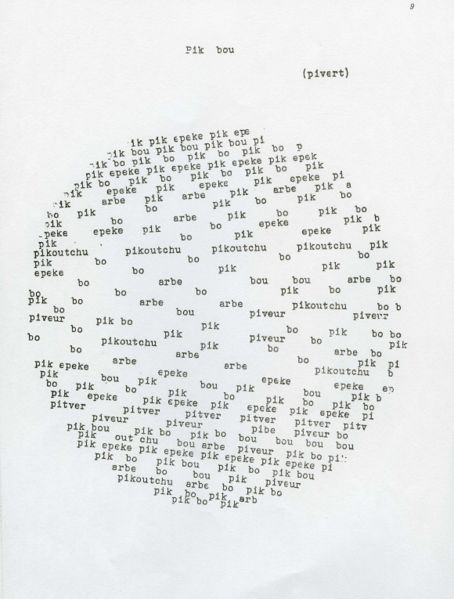
Pierre Garnier wiersz spacjalistyczny tytuł: Pick bou, 1966 (przykład wkładu w narodzinyny międzynarodowego ruchu konkretystów)

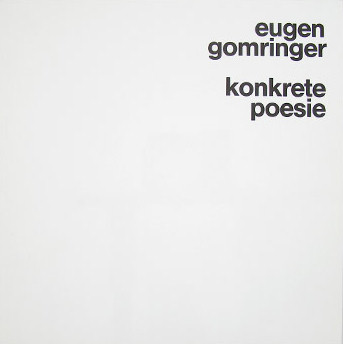
Okładka książki Eugena Gomringera,"Konkrete Poesie", 1972

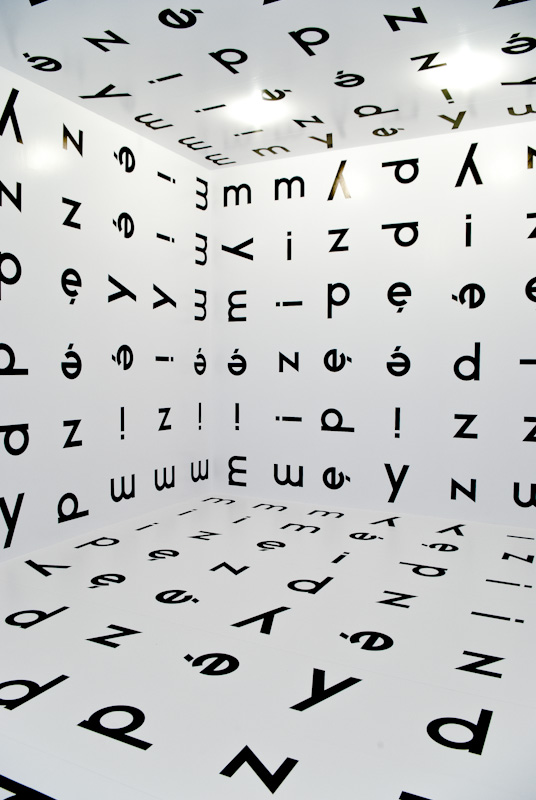
Stanisław Dródż, tytuł: Między, 1977

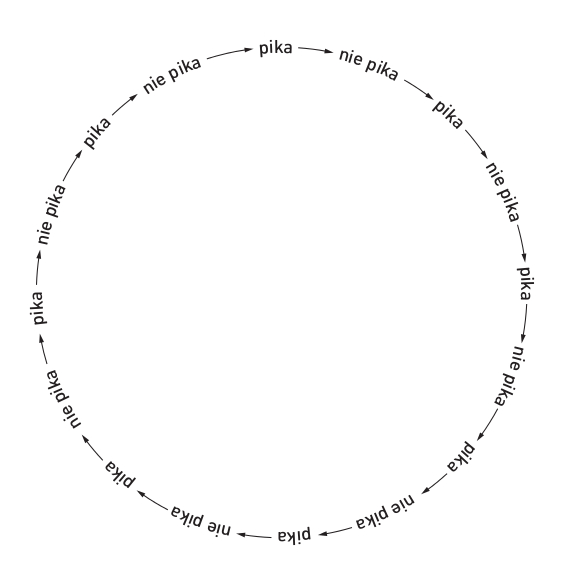
Witold Szwedkowski, poemat konkretny, 01, 2018 (w opracowaniu typograficznym Bartka Smoczyńskiego)

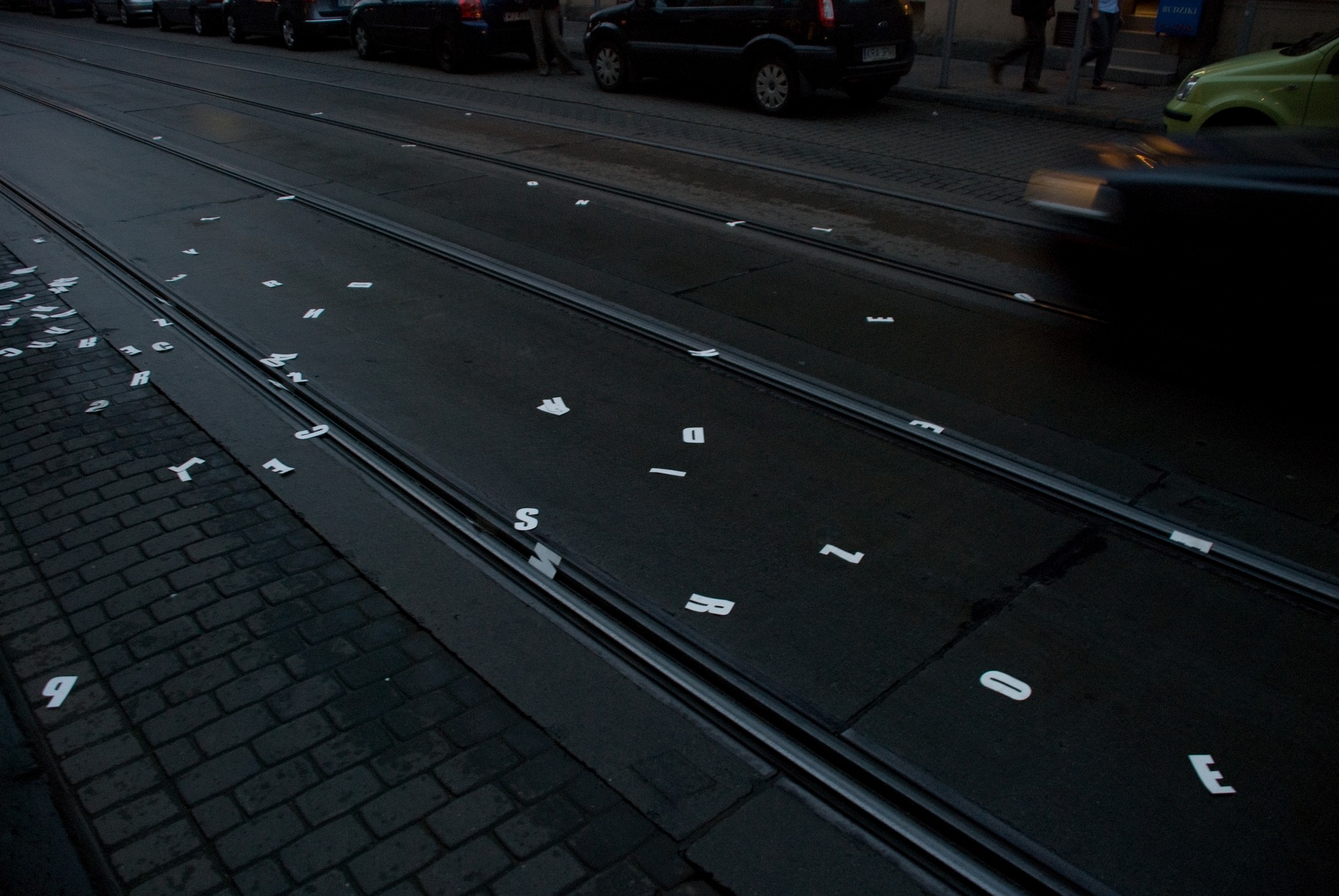
Ewa Partum, Poezja aktywna: Tadeusz Peiper, Bezokoliczniki, Infinitives, 2009, fot. Zofia Waligóra

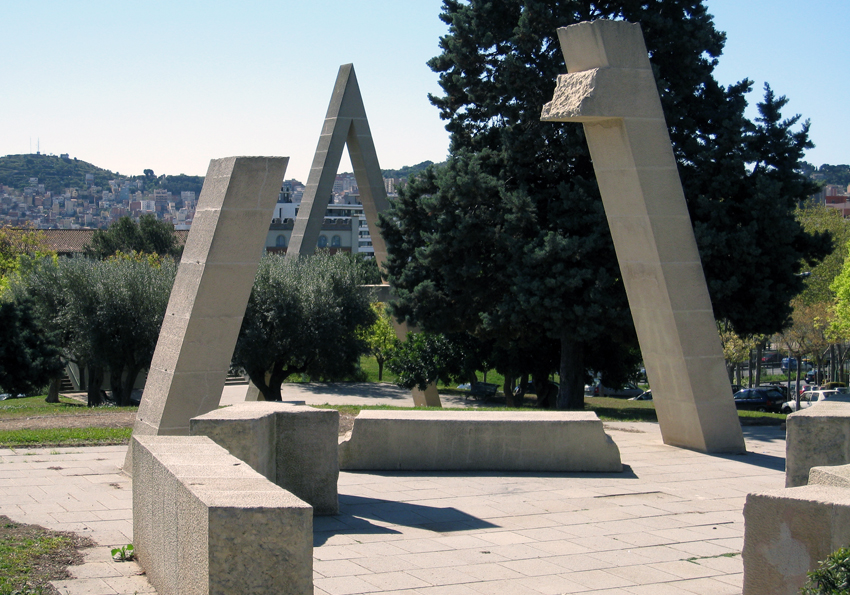
Joan Brossa Wiersz wizualny przechodzący przez trzy fazy obok Horta Velodrome i Labiryntu w Barcelonie (Katalonia), 1984. Na pierwszym planie etap trzeci Zniszczenie.

Poezja konkretna (ang. concrete poetry, fr. poesie concrete, niem. konkrete Dichtung, konkrete Poesie, ros. konkretnaja poezija) – kierunek artystyczny łączący elementy poezji i sztuk wizualnych. Układ typograficzny jest tu tak samo ważny jak znaczenie słów, rym i rytm w tradycyjnej poezji. Poematy w postaci kompozycji wizualnych zbudowanych z układów liter i znaków typograficznych nie muszą być podporządkowane żadnym związkom semantycznym czy syntaktycznym. Poezja konkretna wyraźnie odcina się od odniesień do świata pozaliterackiego i jest asemantyczna. Jej treścią są zestawy liter, znaków diakrytycznych, cyfr czy nagranych dźwięków. Znaczenia implikowane przez tego typu poezję powstają w obrębie samego tekstu i istnieją jedynie w tym zamkniętym układzie.

## Terminologia
Pojęcie poezja konkretna nawiązuje wprost do terminu wprowadzonego przez Theo van Doesburga w manifeście z roku 1930 – Sztuka konkretna. Termin, który pierwotnie opierał się na teoriach Bauhausu i grupy De Stijl i odnosił się do architektury, rzemiosł i sztuk wizualnych, zaadaptowali pisarze i artyści, których narzędziem pracy był język i znaki pisane. Przed przyjęciem spójnego dla całego ruch terminu opisu dzieł konkretyści używali różnych pojęć, takich jak m.in.: „słowo-przedmioty” (bracia Haroldo i Augusto de Campos), „konstelacja słów” (Eugen Gomringer), „pojęciokształty” (Stanisław Dróżdż). Stały się one później „autorskimi” opisami ich własnej twórczości.
Eugen Gomringer wprowadził też do praktyki i teorii poezji konkretnej pojęcie konstelacji. Termin zaczerpnięty został od Stéphane Mallarmégo, a Gomringer użył go dla zatytułowania swojego pierwszego tomu poematów konkretnych. W jego wierszach słowa zamiast w wersy układają się w bardziej zróżnicowane związki. Ich odczytywanie jest tylko częściowo linearne. Rozpisane na płaszczyźnie i uporządkowane geometrycznie objawiają sens dopiero, kiedy zobaczy się utwór jako całościowy obraz – znaki i stosunki przestrzenne pomiędzy nimi. Zasada konstelacji stała się najczęściej stosowaną w poezji konkretnej regułą organizacji tekstu.

## Narodziny i rozwój
Samo zjawisko gry autora między treścią a formą wiersza nie było zjawiskiem nowym. Od starożytności powstawały kaligramy, wiersze labiryntowe, wiersze w układzie "słońc", piramid i innych figur znaczących. W drugiej połowie XIX wieku zainteresowanie relacją treści i formy wzrosło, przypominając o wielowiekowej tradycji wierszy wizualnych i możliwościach wyjścia poza tradycyjny porządek wersów.
Eksperymenty w zakresie równania wagi zapisu typograficznego i przekazywanych treści oraz programowej dekonstrukcji tradycyjnego wiersza pojawiają się w twórczości futurystów – Christian Morgenstern Nocna pieśń ryb (1905); Siergiej Michajłowicz Trietiakow, Wachlarz, (1913)  Wasilij Kamienski wiersz ferro-konkretystyczny Konstantynopol z tomu "Tango z krowami" (1914), Tytus Czyżewski Mechaniczny ogród (1920), Man Ray Wiersz bez tytułu (lub Paris may 1924), (1924).
Jako spójny kierunek w sztuce, poezja konkretna powstała jednak dopiero w latach 50. XX wieku. Zjawisko to zaistniało równolegle w Szwajcarii (Eugen Gomringer) i w Brazylii (członkowie grupy „Noihandres”: Décio Pignatarim oraz bracia de Campos). Członkowie grupy twierdzili, że ich twórczość zainspirowali Ezra Pound, James Joyce, EE Cummings i Siergiej Eisenstein.
W roku 1953 Őyvind Fahlström napisał Hätila ragulpr på fåtskliaben, manifest poezji konkretnej opublikowany rok później w Szwecji. W 1956 r. miała miejsce międzynarodowa wystawa poezji konkretnej w São Paulo. Po wystawie ruch zaczął obejmować swym zasięgiem kolejne kraje. W Europie silnym ośrodkiem poezji konkretnej były kraje niemieckojęzyczne, a w Europie Wschodniej Czechosłowacja (m.in. Bohumila Grögerová, Václav Havel, Jiři Kolař, Ládislav Novak, Eduard Ovčáček, Jiři Valoch), następnie Polska (m.in. Stanisław Dróżdż, Marian Grześczak, Marianna Bocian, Leszek Szaruga), a w późniejszym czasie również Węgry (m.in. András Petőcz, Márton Koppány).
W roku 1968 manifest Fahlströma  został przetłumaczony na język angielski i opublikowany przez Mary Ellen Solt w jej antologii Concrete Poetry. A world view. Zbiór autorstwa Solt nie był jednak pierwszą antologią twórczości konkretystów. Rok wcześniej, w 1967 ukazała się w Nowym Jorku antologia dzieł 77 artystów, zredagowana przez Emmetta Williamsa. Wydawcą był Dick Higgins, założyciel wydawnictwa Something Else Press i współtwórca Fluxusu. Artyści, którzy znaleźli się w antologii Williamsa to głównie twórcy z Ameryki, Europy Zachodniej i Japonii. Obecność kilku autorów czechosłowackich i brak autorów polskich jest odzwierciedleniem działania Fluxusu w Bloku Wschodnim –  pierwszy koncert Fluxusu w Pradze miał miejsce w roku 1966, w Polsce pierwszym wydarzeniem był Festiwal Fluxusu w Poznaniu w roku 1977. Polska poezja konkretna rozwijała się zatem poza bezpośrednim wpływem głównego nurtu.

## Poezja konkretna w Polsce
W Polsce pierwszą publikacją nawiązującą do poezji konkretnej był artykuł pt. "Partum!!!" (nieznanych z imienia autorów: J.Fos i M. Jaworski) z 14 numeru pisma studenckiego "itd" z roku 1961. Artykuł odnosił się do Andrzeja Partuma, a nie jego żony Ewy Partum, którą jako artystkę poezji konkretnej odbiorcy poznali dopiero w następnej dekadzie.
Pierwszym miejscem publicznej prezentacji twórczości konkretystów był Teatr Kalambur w roku 1967. Należy przy tym zaznaczyć, że w Polsce nie posługiwano się wówczas jeszcze terminem poezja konkretna. Niektóre utwory tłumaczono znanymi już pojęciem kaligramu czy futuryzmu w poezji, co nie oddawało pełni awangardowości nowego zjawiska. Dla opisania go używano zwrotów poezja wizualna, kompozycje literowe czy pojęciokształty, z których ostatni, wymyślony przez Dróżdża, stał się wyróżnikiem jego stylu twórczości.
Początkowy odbiór poezji konkretnej w Polsce spotykał się z niezrozumieniem i brakiem przychylności. Nawet ze strony części środowiska kultury. Datowany na 1969 debiut poetycki Stanisława Dróżdża "Pozasłowne śródsłów międzysłowia", który zawierał się utwory poetyckie pochodzące z lat 1962-1969, został odrzucony przez wydawcę. W tamtym okresie Dróżdż tworzył lapidarne, kilkuzdaniowe sentencje określane poezją gnomiczną. Zawarta w tych wierszach powściągliwość ekspresji oraz minimalizm form były zapowiedzą literackich zainteresowań poety tworzącym się w Polsce nurtem poezji konkretnej.

Sam Stanisław Dróżdż tak określał tę dziedzinę sztuki:

...poezja konkretna polega na wyizolowaniu, zautonomizowaniu słowa. Wyizolowaniu go z kontekstu językowego, wyizolowaniu go także z kontekstu rzeczywistości pozajęzykowej, żeby słowo jak gdyby samo w sobie i dla siebie znaczyło. W poezji konkretnej forma jest zdeterminowana treścią, a treść formą. Poezja tradycyjna opisuje obraz. Poezja konkretna pisze obrazem.

W roku 1973, w trzecim numerze miesięcznika Poezja, sześćdziesięcioletni wówczas Zbigniew Bieńkowski napisał: 

...Głównym pragnieniem i naczelną tęsknotą młodej poezji jest awangardowość jako taka. Awangarda i awangardowość stały się chorobą naszego czasu. Generacja poprzedzająca dzisiejszych młodych nie znała tej choroby. (...) Niczego więc nie doradzam młodej poezji. Jeśli lubi chorować na awangardę, niechże sobie choruje zdrowo. Tylko niech ma świadomość tej swojej choroby i nie skarży się na dolegliwości, które kocha.

Zastrzeżenia do nowego nurtu poezji, że jest zjawiskiem krótkotrwałym przez swoje nastawienie do szokowania i odrzucania poezjotwórczej roli zdania okazały się nieuzasadnione. Nurt rozwijał się i coraz więcej artystów plastyków i literatów tworzyło poezję konkretną. W początku lat siedemdziesiątych Ewa Partum włączyła do swoich działań twórczość z obszaru metapoezji, poezji wizualnej i poezji konkretnej. Aktywność poetycka Partum polegała na rozsypywaniu pojedynczych, wyciętych z papieru liter w pozaartystycznej przestrzeni: w przejściu podziemnym, na zboczu góry, w morzu. Gest artystki prowadził do dekonstrukcji języka, którego gramatyka, syntaktyka i semantyka narzucają wypowiedzi artystycznej określone ramy. Jej poematy kreował przypadek, nadający wypowiedzi bardziej otwarty i procesualny charakter. Nie był to jednak przejaw sztuki autonomicznej. Krój używanych przez artystkę liter znany był z dekoracji używanych przy świętach państwowych. Natomiast konfrontacja z kojarzonymi z kobiecością żywiołami (woda, wiatr, który roznosi litery) sugerowała mierzenie się z tkwiącymi w języku patriarchalnymi schematami. Poem by Ewa z jednej strony uważany jest za klasyczną pracę polskiego konceptualizmu i poezji wizualnej, z drugiej zaś stanowi ważny punkt odniesienia dla współczesnej sztuki feministycznej. Specyficzny dla Partum sposób dekonstrukcji języka przyjął z czasem nazwę poezji aktywnej. Artystka uprawia go do dziś.
W roku 1978 we Wrocławiu nakładem Akademickiego Ośrodka Teatralnego "Kalambur" wydana została pierwsza w Polsce antologia poezji konkretnej pod tytułem "Poezja konkretna". Autorem wyboru tekstów oraz dokumentacji był Stanisław Dróżdż. Antologia zawiera dzieła poezji konkretnej 22 polskich autorów (z lat 1963-1978), 317 pozycji bibliograficznych (z lat 1961-1977) i opis 66 wystaw (z lat 1961-1977). Kilka osób z tamtego środowiska (Bocian, Dróżdż, Szaruga) bywa nazywane "Grupą wrocławską", a ich dzieła znajdują się w Muzeum Sztuki Współczesnej w Krakowie. Nie jest to jednak pełny opis wrocławskiego środowiska osób tworzących poezję konkretną. W roku 2016 zrealizowano projekt Wejście od podwórza w którym przypomniano postać dwojga innych wrocławskich artystów Bogusława Michnika i Barbary Kozłowskiej, uważanej za jedną z najważniejszych postaci wrocławskiej awangardy.
W roku 1993 nakładem Wydawnictwa Naukowego PWN została wydana książka autorstwa Maryli Hopfinger "W laboratorium sztuki XX wieku. O roli słowa i obrazu" dokumentująca rozwój dwudziestowiecznej poezji wizualnej oraz narodziny i rozwój poezji konkretnej.

## Neokonkretyzm
Pierwsza dekada XXI wieku przyniosła wzrost zainteresowania poezją konkretną. W roku 2003, w jubileuszowej, pięćdziesiątej edycji najstarszego i najważniejszego festiwalu sztuki współczesnej na świecie, Biennale w Wenecji, Polskę reprezentował projekt "ALEA IACTA EST" / "KOŚCI ZOSTAŁY RZUCONE" autorstwa Stanisława Dróżdża.
W roku 2015 ukazała nowa antologia poezji konkretnej dedykowana dziełom powstałym po roku 2000. Wyboru i redakcji dokonali poeci: Victoria Bean i Chris McCaben, a wstępem opatrzył Kenneth Goldsmith. Autorzy dopatrują się w dostępności technologii cyfrowych, rozwoju technik druku i zjawiska "selfpublishingu" czynników, które po pięćdziesięciu latach od narodzin poezji konkretnej pobudziły tytułowy ruch The New Concrete. Na 240 stronach przybliżona jest twórczość ponad dziewięćdziesięciu artystów, plastyków i poetów pracujących na styku sztuki wizualnej i literatury.
Cyfrowa poezja konkretna została opisana w Słowniku gatunków literatury cyfrowej tworzonym przez Korporację Ha!Art. Autorka hasła, literaturoznawczyni, Urszula Pawlicka, wskazując zasadnicze różnice wyodrębniła cyfrową poezję konkretną od cyfrowej poezji wizualnej.

## Twórcy poezji konkretnej (wybór)
- Friedrich Achleitner(inne języki) (Szwajcaria)
- Guillaume Apollinaire (Francja)
- Alain Arias-Misson (Belgia)
- H. C. Artmann (Austria)
- Carlo Belloli (Włochy)
- Max Bense (Niemcy)
- Chris Bezzel (Niemcy)
- Bill Bissett (Kanada)
- Marianna Bocian (Polska)
- Juliusz Erazm Bolek (Polska)
- Ivar Breitenmoser (Szwecja)
- Claus Bremer (Niemcy)
- Roman Bromboszcz (Polska)
- Joan Brossa (Katalonia)
- Augusto de Campos (Brazylia)
- Haroldo de Campos (Brazylia)
- Safiye Can (Niemcy)
- Henri Chopin (Francja)
- Carlfriedrich Claus (Niemcy)
- Bob Cobbing (England)
- Małgorzata Dawidek-Gryglicka (Polska)
- Caterina Davinio (Włochy)
- Stanisław Dróżdż (Polska)
- Paul de Vree (Belgia)
- Reinhard Döhl (Niemcy)
- Joseph Felix Ernst (Niemcy)
- Öyvind Fahlström (Szwecja)
- Ian Hamilton Finlay (Szkocja)
- Heinz Gappmayr (Austria)
- Eugen Gomringer (Szwajcaria)
- Marian Grześczak (Polska)
- Ferreira Gullar(inne języki) (Brazylia)
- Helmut Heißenbüttel(inne języki) (Niemcy)
- Vaclav Havel (Czechosłowacja)
- Nazar Honczar (Ukraina)
- Sylvester Houédard (Anglia)
- Ernst Jandl (Austria)
- Aneta Kamińska (Polska)
- Kitasono Katue (Japonia)
- Jiří Kolář (Czechosłowacja)
- Márton Koppány (Węgry)
- Barbara Kozłowska (Polska)
- Ferdinand Kriwet (Niemcy)
- Wolfgang Lauter (Niemcy)
- Jackson Mac Low (USA)
- Kurt Marti(inne języki) (Szwajcaria)
- Kurt A. Mautz (Niemcy)
- Hansjörg Mayer (Niemcy)
- Eugenio Miccini (Włochy)
- Franz Mon (Niemcy)
- Edwin Morgan (Szkocja)
- Christian Morgenstern (Niemcy)
- Michael Morris (Kanada)
- Maurizio Nannucci (Włochy)
- bp Nichol (Kanada)
- Seiichi Niikuni (Japonia)
- Ládislav Novak (Czechosłowacja)
- Jürgen O. Olbrich (Niemcy)
- Ewa Partum (Polska)
- Tom Phillips (Anglia)
- Décio Pignatari (Brazylia)
- Arne Rautenberg (Niemcy)
- Carl Frederik Reuterswärd (Szwecja)
- Diter Roth (Szwajcaria)
- Gerhard Rühm (Austria)
- Jadwiga Sawicka (Polska)
- Konrad Balder Schäuffelen (Niemcy)
- Siegfried J. Schmidt (Niemcy)
- Kurt Schwitters (Niemcy)
- Shalom Sechvi (Izrael)
- Mary Elen Solt (Wielka Brytania)
- Maciej Sieńkowski (Polska)
- Mary Ellen Solt (USA)
- Leszek Szaruga (Polska)
- Piotr Szreniawski (Polska)
- Wojciech Sztukowski (Polska)
- Witold Szwedkowski (Polska)
- André Thomkins (Szwajcaria)
- Timm Ulrichs (Niemcy)
- Jiři Valoch (Czechosłowacja)
- Wolf Wezel (Niemcy)
- Emmett Williams (USA)
- Jonathan Williams (malarz) (USA)